# José Pérez Francés
José Pérez Francés (Peñacastillo, 27 dicembre 1936 – Barcellona, 30 settembre 2021) è stato un ciclista su strada spagnolo.
Professionista tra il 1960 e il 1969, conta la vittoria di una tappa al Tour de France e tre alla Vuelta a España.

## Carriera
Corse per la Ferrys, la KAS e la francese Bic, distinguendosi soprattutto nelle corse a tappe. Tra le principali vittorie da professionista vi sono il campionato nazionale nel 1963, tre tappe alla Vuelta a España e una al Tour de France (nel 1965), una tappa al Giro del Delfinato e quattro al Giro di Catalogna, la Vuelta a Levante nel 1965 e nel 1967 e la Setmana Catalana nel 1963 e nel 1964.
Si classificò terzo al Tour de France 1963, secondo alle Vuelte a España 1962 e 1968 e terzo alle Vuelte 1961 e 1964. Vestì inoltre per otto giorni la maglia rosa al Giro d'Italia 1967.

## Palmarès
- 1954

Campionati spagnoli, Prova in linea Dilettanti
- 1955

Prueba Villafranca de Ordizia
Campionati spagnoli, Prova in linea Dilettanti
- 1956

Campionati spagnoli, Prova in linea Dilettanti
- 1960

8ª tappa Volta Ciclista a Catalunya
- 1961

8ª tappa Vuelta a España (Benidorm > Albacete)
Campeonato Vasco Navarro de Montaña
- 1962

7ª tappa Volta Ciclista a Catalunya (Girona > Palafrugell, cronometro)
- 1963

8ª tappa Vuelta a Levante
1ª tappa Setmana Catalana (Barcellona > Barcellona, valido come Trofeo Doctor Assalit)
Classifica generale Setmana Catalana
Campeonato Vasco Navarro de Montaña
8ª tappa Vuelta a España (Tolosa > Pamplona)
3ª tappa Giro del Delfinato (Bourgoin-Jallieu > Villard-de-Lans)
Campionati spagnoli, Prova in linea
- 1964

3ª tappa Vuelta a Levante
7ª tappa Vuelta a Levante
1ª tappa Setmana Catalana (Barcellona > Barcellona, valido come Trofeo Doctor Assalit)
Classifica generale Setmana Catalana
Prueba Villafranca de Ordizia
2ª tappa Volta Ciclista a Catalunya (Barcellona > Calella)
7ª tappa Volta Ciclista a Catalunya (Tarragona > Alcanar)
- 1965

1ª tappa Vuelta a Levante
7ª tappa Vuelta a Levante
Classifica generale Vuelta a Levante
Klasika Primavera
11ª tappa Tour de France (Ax-les-Thermes > Barcellona)
- 1966

1ª tappa Vuelta a Andalucía (Malaga > Malaga)
2ª tappa Vuelta a Levante
Gran Premio Vizcaya
- 1967

2ª tappa Vuelta a Levante
3ª tappa Vuelta a Levante
5ª tappa, 2ª semitappa Vuelta a Levante
Classifica generale Vuelta a Levante
4ª tappa Setmana Catalana (Barcellona > L'Hospitalet de Llobregat, valido come Trofeo Jaumendreu)
Barcellona-Andorra
- 1968

2ª tappa Vuelta a Levante
4ª tappa Vuelta a Levante
12ª tappa Vuelta a España (Villalón de Campos > Gijón)

### Altri successi
- 1964

Classifica a punti Vuelta a España

## Piazzamenti

### Grandi Giri
- Giro d'Italia

1962: 6º
1967: 5º
- Tour de France

1961: 7º
1963: 3º
1964: ritirato (13ª tappa)
1965: 6º
1968: ritirato (12ª tappa)
1969: ritirato (10ª tappa)
- Vuelta a España

1960: ritirato
1961: 3º
1962: 2º
1963: ritirato
1964: 3º
1965: ritirato
1966: ritirato
1967: 10º
1968: 2º
1969: 27º

### Classiche monumento
- Milano-Sanremo

1962: 37º
1964: 16º
1965: 20º
1966: 28º

### Competizioni mondiali
- Campionati del mondo

Karl-Marx-Stadt 1960 - In linea: ritirato
Salò 1962 - In linea: 27º
Ronse 1963 - In linea: ritirato
San Sebastián 1965 - In linea: ritirato